# オヤマソバ
オヤマソバ（御山蕎麦、学名：Aconogonon nakaii ）は、タデ科オンタデ属の多年草。高山植物。

## 特徴
地下に根茎がある。茎は下部から枝分かれして立ち、高さは15-50cmになり、茎はしばしば紅紫色を帯び、枝は稲妻形に曲がる。株全体は低い叢状になる。葉は互生し、長さ5-10mmになる短い葉柄があり、葉身は長さ4-12cm、幅2-5cmになる卵形から卵状楕円形で、先端は鋭形か鈍形、基部は広いくさび形から円形、縁は全縁でまばらに細毛が生える。葉の表面はほとんど無毛で、裏面の脈上に伏した毛が生える。葉柄の基部に長さ5-7mmになる托葉鞘があり、上半分が褐色の膜質で、長毛が生えるかまたは無い。
雌雄同株。花期は7-9月。茎先に総状花序を円錐状につけ、小さい花を多数つける。花序は長さ4-5cmで、花は両性、白色または緑白色、ときに淡紅色を帯びる。萼は5深裂し、裂片は長さ約3mmになり、花弁状になる。花弁は無い。雄蕊は8個あり、長さは萼片の半分。花柱は3個ある。果実は長さ3-3.5mmの痩果で、3稜形になり褐色で光沢があり、果期にも残る萼片よりやや長い。

## 分布と生育環境
日本固有種。北海道では十勝岳、日高山脈、アポイ岳、ニセコ連峰に、本州では八甲田山、八幡平、岩手山、秋田駒ヶ岳、早池峰山、東吾妻山、北アルプスなどに分布し、高山帯の砂礫地や岩場に生育する。

## 名前の由来
和名のオヤマソバは、「御山蕎麦」の意で、花はソバに似ていて、御山に生えていることによるといい、牧野富太郎は、御山とは白山のこととしている。種小名の nakaii  は、植物分類学者の中井猛之進への献名。

## シノニム
- Pleuropteropyrum nakaii H.Hara[7]
- Persicaria nakaii (H.Hara) Cubey[8]
- Polygonum nakaii (H.Hara) Ohwi[9]

## ギャラリー
- 花弁状にみえるのは萼片。
- 株は低い叢状になる。